# Bò Square Meater

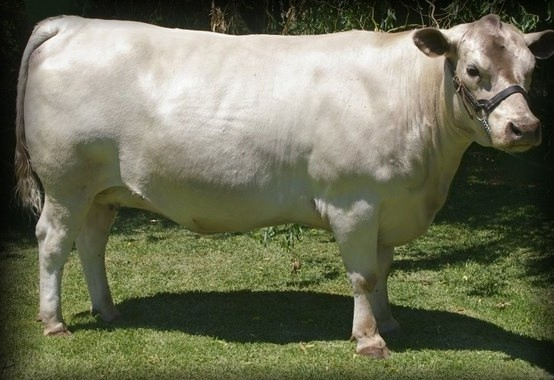
Bò Square Meater

Bò Square Meater là một giống bò Úc có quy mô trung bình, không sừng, được nuôi dưỡng bởi Rick Pisaturo ở Mandalong Park gần Sydney, New South Wales vào đầu những năm 1990 từ cơ sở di truyền giống bò Murray Gray. Mặc dù có kích cỡ lớn, bò Square Meater có cơ bắp tuyệt vời và có kết quả tốt trong các cuộc thi đua bò và carcass.
Bò Square Meater thường có màu bạc hoặc màu xám với móng guốc tối và da tối làm giảm nguy cơ bị ung thư mắt và vú bị nám. Loài này được ghi nhận về tính khí tốt, sự trưởng thành sớm và các thuộc tính chăm sóc dễ dàng, làm cho chúng trở thành một giống bò phổ biến cho các trang trại nhỏ hơn.
Bò Square Meater có khung nhỏ và chân ngắn, và không có sừng, nhưng chúng không được coi là một giống bò lai tạo thu nhỏ. Bò đực trưởng thành có trọng lượng từ 700 đến 800 kg (1.500 và 1.800 lb) và bò từ 400 đến 500 kg (900 đến 1.100 lb). Các con bê chỉ từ 25 đến 30 kg (60 đến 70 lb) khi sinh ra và đã có những khối u cơ bắp tốt. Cấu tạo của bò trưởng thành tương tự như của Murray Grey, giống bò mà chúng bắt nguồn từ đầu. Là một giống bò lai tạo mới, chúng khá yên tĩnh, dễ dàng xử lý và có tuổi thọ dài. Giống bò này có tốc độ tăng trưởng nhanh và tiết kiệm, nhiều gia súc có thể chăn thả trên một diện tích cụ thể hơn giống châu Âu truyền thống. Bò Square Meaterđã giành được nhiều giải thưởng tại các buổi biểu diễn, cả trong các giải thi trực tiếp và thi carcass.
Để được đăng ký thuộc lớp "A", bò đực Square Meater thuần chủng không được nhỏ hơn 103 cm và không quá 113 cm ở vai lúc 12 tháng tuổi. Bò cái phải có chiều cao từ 107 cm trở xuống ở vai lúc 12 tháng tuổi. Bò cái trưởng thành sẽ nặng khoảng 450 kg và cao khoảng 125 cm.